# Sedgewick (Alberta)
Sedgewick (offiziell Town of Sedgewick) ist eine Gemeinde im zentralen Westen von Alberta, Kanada, welche seit 1966 den Status einer Kleinstadt (englisch Town) hat. Sie liegt in der Region Zentral-Alberta, etwa 175 Kilometer südöstlich von Edmonton. Die Gemeinde liegt am Rande des Palliser-Dreiecks und wird der Ökoregion Aspen Parkland zugerechnet. Am Ortsrand befindet sich der Verwaltungssitz des Flagstaff County.
Sedgewick wurde 1907 als Dorf gegründet und liegt in einer Gegend die, wie ein großer Teil der Great Plains, von der Landwirtschaft geprägt ist. Aus der Gründungszeit ist noch ein im Jahr 1910 errichtetes Bankgebäude, das „Merchants Bank of Canada Building“, erhalten, welches heute als von historischem Wert gilt.

## Demographie
Der Zensus im Jahr 2016 ergab für die Gemeinde eine Bevölkerungszahl von 811 Einwohnern, nachdem der Zensus im Jahr 2011 für die Gemeinde noch eine Bevölkerungszahl von 857 Einwohnern ergab. Die Bevölkerung hat dabei im Vergleich zum letzten Zensus im Jahr 2011 entgegen der Entwicklung in der Provinz deutlich um 5,4 % abgenommen, während der Provinzdurchschnitt bei einer Bevölkerungszunahme von 11,6 % lag. Bereits im Zensuszeitraum 2006 bis 2011 hatte die Einwohnerzahl in der Gemeinde entgegen dem allgemeinen Trend um 3,8 % abgenommen, während sie im Provinzdurchschnitt um 10,8 % zunahm.

## Verkehr
Sedgewick ist für den Straßenverkehr gut erschlossen und liegt am Alberta Highway 13, welcher in Ost-West-Richtung die Gemeinde passiert. Weiterhin liegt die Gemeinde an einer Eisenbahnstrecke der Canadian Pacific Railway. Der örtliche Flughafen (IATA-Code: -, ICAO-Code: -, Transport Canada Identifier: CEK6) liegt nordwestlich der Stadt und hat nur eine asphaltierte Start- und Landebahn von 900 m Länge.